# Heliosia suffusus
Heliosia suffusus är en fjärilsart som beskrevs av Rothschild 1913. Heliosia suffusus ingår i släktet Heliosia och familjen björnspinnare. Inga underarter finns listade i Catalogue of Life.